# پشتو (جم)
پُشتو روستایی از توابع بخش ریز شهرستان جم استان بوشهر در جنوب ایران.

## جمعیت
این روستا در دهستان ریز قرار دارد و بر اساس سرشماری سال ۱۳۸۵ جمعیت آن ۷۹۸ نفر (۱۹۴ خانوار) است.